# Dennis James O'Connor
Dennis James O'Connor (né le 27 janvier 1880 à Godmanchester, mort le 26 novembre 1946 à Huntingdon) est un entrepreneur, fermier, garagiste et homme politique fédéral, provincial et municipal du Québec.

## Biographie
Dennis James O'Connor est né dans la région de la Montérégie, de parents d'origine irlandaise, Andrew O'Connor, fermier, et Mary Walsh. Il étudie l'agriculture au Collège Macdonald et le génie avec l'International Correspondence School. Après être devenu fermier, il s'unit avec ses frères pour former une entreprise de réparations routières. Il épouse Mary Loretta Leehy, le 10 novembre 1920 à Saint-Anicet. Il est président de la Chambre de commerce d'Huntingdon et sert comme conseiller municipal d'Huntingdon, de 1917 à 1922, commissaire scolaire de 1921 à 1946 et maire d'Huntingdon de 1922 à 1931.
Il est élu député du Parti libéral du Canada à la Chambre des communes du Canada dans la circonscription fédérale de Châteauguay—Huntingdon lors de l'élection partielle du 27 janvier 1930, déclenchée après le décès de James Alexander Robb, mais il est défait par le conservateur John Clarke Moore lors de l'élection générale du 28 juillet 1930.
Il est élu député du Parti libéral du Québec à l'Assemblée législative du Québec dans la circonscription provinciale d'Huntingdon lors d'une élection partielle le 6 octobre 1941.  Il est réélu à l'élection générale de 1944. Il est mort en fonction en 1946.